# مخترع
المخترع (بالإنجليزية: Inventor) هو شخص يقوم باختراع شيء وإيجاد حل لأي مشكلة. ويجب على المخترع أن تتوفر فيه ثلاثة عوامل أساسية لإنجاز اختراعه وهي المعرفة، ذلك أنه لا بد عليه فهم عملي لكيفية عمل هذا الاختراع، والقدرة على معرفة المشكلة وكذا القدرة الفنية الإبداعية. ومن أشهر المخترعين نيكولا تسلا توماس إديسون وألفريد نوبل الذين غيروا مجرى الحضارة البشرية بفضل ابتكاراتهم.